# Conus diadema
Conus diadema är en snäckart som beskrevs av John Edward Sowerby 1834. Conus diadema ingår i släktet Conus, och familjen kägelsnäckor.

## Underarter
Arten delas in i följande underarter:
- C. d. diadema
- C. d. pemphigus

## Bildgalleri

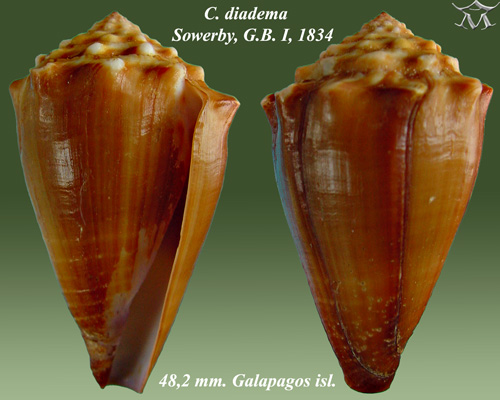
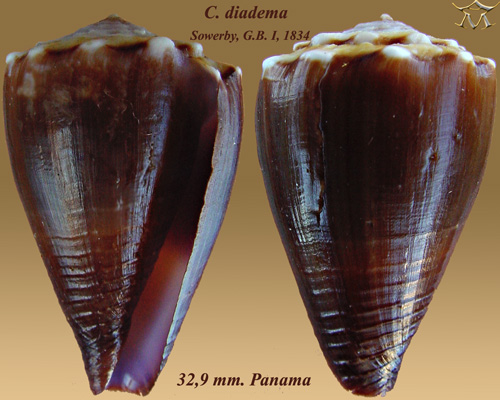